# ديفيد كافري
ديفيد كافري (بالإنجليزية: David Caffrey)‏ هو مخرج أيرلندي، ولد في 1969 في Greystones ‏ في جمهورية أيرلندا.

## وصلات خارجية
- ديفيد كافري على موقع IMDb (الإنجليزية)
- ديفيد كافري على موقع ألو سيني (الفرنسية)
- ديفيد كافري على موقع أول موفي (الإنجليزية)
- ديفيد كافري على موقع قاعدة بيانات الأفلام السويدية (السويدية)
- ديفيد كافري على موقع قاعدة بيانات الفيلم (الإنجليزية)
- ديفيد كافري على موقع كينوبويسك (الروسية)